# Circuito Femenil Mérida 2013
Il Circuito Femenil Mérida 2013 è stato un torneo di tennis facente parte della categoria ITF Women's Circuit nell'ambito dell'ITF Women's Circuit 2013. Il torneo si è giocato a Mérida in Messico dal 2 all'8 dicembre 2013 su campi in cemento e aveva un montepremi di $25,000.

## Vincitrici

### Singolare
Rebecca Peterson ha battuto in finale  Indy de Vroome con il punteggio di 7–5, 4–6, 6–3

### Doppio
Chieh-Yu Hsu /  María Irigoyen hanno battuto in finale  Hilda Melander /  Rebecca Peterson con il punteggio di 6–4, 5–7, [10–6]